# 周自齊臨時內閣
周自齊臨時內閣成立於民國11年（1922年）4月8日，結束於同年6月11日。
顏惠慶辭去代理國務總理職務之後，由周自齊代理。周自齊的臨時內閣組成後，直系的勢力大增。奉系張作霖和皖系段祺瑞、南方的孫文等結盟對付吳佩孚。4月，奉軍入關，第一次直奉戰爭爆發。吳佩孚反擊，出奇制勝，奉軍戰敗，退守關外。吳佩孚逼徐世昌大總統下野，並將大總統印信交由國務院攝行。由前總統黎元洪繼任於6月11日繼任。顏惠慶再次被任命組閣。

## 內閣成員
| 職位         | 姓名   | 備注 |
| ------------ | ------ | ---- |
| 代理國務總理 | 周自齊 |      |
| 外交總長     | 顏惠慶 |      |
| 內務總長     | 高凌霨 |      |
| 財政總長     | 董康   |      |
| 陸軍總長     | 鮑貴卿 |      |
| 海軍總長     | 李鼎新 |      |
| 司法總長     | 羅文幹 | 代理 |
| 教育總長     | 周自齊 | 兼任 |
| 農商總長     | 齊耀珊 |      |
| 交通總長     | 高恩洪 |      |